# 纳里尼奥省
納里尼奧省（也被稱為娜玲瓏省）（Departamento del Nariño）是哥倫比亞西南部的一個省。西臨太平洋，南界厄瓜多爾。面積为33,268平方公里，2018年人口为1,809,301人。首府帕斯托。中文名稱除了納里尼奧之外也以“娜玲瓏”的名稱聞名於咖啡界。境內山勢崎嶇陡峭，咖啡產地多在海拔1800至2000公尺，比其他哥倫比亞地區的咖啡種植平均高度高了將近200公尺，多為原住民栽種也是另一特色。
1904年8月6日設省。下分六十四個自治市。省名紀念第一任副總統安東尼奧·納里尼奧。